# Nadia Comăneci
Nadia Elena Comăneci, romunska gimnastičarka, * 12. november 1961.
Kot prva je prejela najvišjo možno oceno (10) na gimnastičnemu delu poletnih olimpijskih iger na gimnastičnem orodju dvovišinska bradlja. Zaradi tega dosežka so jo leta 2004 tudi vpisali v Guinessovo knjigo rekordov. 

## Življenjepis
Rodila se je 12. novembra 1961 v Onesti, Romunija. Ima mlajšega brata Adriana. Nadia je začela obiskovati gimnastiko v vrtcu z lokalno skupino imenovano "Flacăra", kjer je trenirala s trenerjema Duncan-om in Munteanu-om. Leto 1967 se je igrala na igrišču s prijateljico, kjer sta delali kolesa ter stoje. Ravno takrat je iskal trener Bela Karolyi gimnastičarke za njegov nov klub in jo je videl pri igri s prijateljico. Hotel je priti do nje, a je v tistem trenutku zazvonil zvonec, zato so vsi otroci stekli v šolo k pouku. Trener je šel od razreda do razreda, da bi našel Nadio. Končno jo je našel in jo prosil, da naredi kolo. Vajo je naredila brez napak. Tako je že pri sedmih letih začela trenirati kot ena prvih gimnastičark na novi šoli Bela in Marta Karolyi. 
Nadia je dosegla trinajsto mesto na svojem prvem državnem prvenstvu leta 1969. Ni bila najboljša od vseh punc, je bila pa najbolj predana. Ko ji je trener rekel, da naj naredi katero izmed vaj, ni nikoli rekla "ne" ali "ne upam", temveč se je vedno potrudila po najboljših zmožnostih. Ko ji je bilo šele 8 let, je postala romunska mladinska državna prvakinja, pri enajstih je bila najboljša gimnastičarka v državi, pri trinajstih pa je postala ena najboljših gimnastičark v Evropi.

### Olimpijske igre 1976
Ko so romunske telovadke prikorakale 18. julija 1976 na odprtje iger, so bile videti kot škratki. Nadja je bila stara komaj 14 let, nosila je bel dres, lase pa je imela spete v dva čopka. V skupini je bila najmanjša s svojo višino 152 cm in težo 38 kg. Pokazala je nove elemente, ki jih do tedaj še nihče ni videl. Te elemente je naredila s takšno močjo, pogumom, lahkotnostjo in gracioznostjo, ki jih od 14-letne punce ni za pričakovati. 
Na prvem dnevu olimpijskih iger je Nadia končala imenitno vajo na bradlji in ko je doskočila, se je na ekranu prikazala ocena 1.0. Trener je začel kričati »kje je ocena od Nadie?«. Takrat je prišla napoved po zvočniku, da je Nadia prvič v zgodovini gimnastike dobila oceno brezhibno 10. Na koncu olimpijskih iger je osvojila sedem desetic. 
V nedeljo zjutraj po olimpijskih igrah leta 1976 je prišel Bela Karolyi v telovadnico in ugotovil, da tam ni nikogar več. Kot se je nato izkazalo, so mu celotno ekipo odpeljali v Bukarešto, glavno mesto Romunije. Vlada je odprla novo telovadnico za gimnastičarke z dobrimi rezultati. Vendar so vse gimnastičarke brez striktnega treninga Bele Karolyi začele zgubljati kondicijo. Leta 1977 in 1978 je začela Nadia izgubljati na tekmovanjih. Včasih se jih sploh ni več udeležila, poleg tega pa je pridobila 18 kg. Morala je začeti z dieto, dokler ni povsem prenehala jesti in zbolela za anoreksijo. Poskušala je narediti samomor, tako da je popila čistilo. 
5 tednov pred svetovnim prvenstvom leta 1978 je Nadia potrkala na vrata od Karolyia. Hotela je trenirati z njim, vendar je bila v zelo slabi kondiciji. Trener jo je gnal preko meja. V nekaj tednih je izgubila 15 kg. Na svetovnem prvenstvu ni bila v najboljši formi, ampak ji je vseeno uspelo zmagati na gredi. 
Ko so prišle olimpijske igre leta 1980, Nadia ni bila več krhka 14-letna deklica, temveč se je že razvila v odraslo 18-letno žensko. Še enkrat ji je uspelo in je postala zvezda olimpijskih iger. 
Kot tako imenovani "romunski zaklad" jo je vlada veliko opazovala. Vendar je Nadia imela željo oditi v Ameriko, še posebej potem ko je to uspelo njenemu trenerju. Nameravala je tudi tekmovati na olimpijskih igrah leta 1984, vendar se je odločila, da bo prenehala z gimnastiko. Od leta 1984 do 1989 ni naredili niti ene stoje. Sprejela je trenerski poklic za 22$ na mesec.

### Prebeg v Ameriko in zasebno življenje
Leto 1989 se je odločila, da ne želi več živeti z majhno plačo v takratni komunistični Romuniji. S pomočjo Constantina Panaitija je emigrirala iz Romunije v ZDA. Med prebegom z vzhoda na zahod je morala prehoditi 6 ur sredi noči: šla je mimo glasnih psov, oboroženih stražarjev in bodečih žic. Končno je prispela do odprte ograje na Madžarski meji in preko nje prešla na zahod. Odpotovala je v ZDA na svobodo. Panait ji je želel pomagati, vendar je imel drugačne zamisli o njeni svobodi na zahodu. Želel je, da Nadia spet nastopi kot gimnastičarka. V tej slabi situaciji in slabi Nadjini kondiciji, ji je veliko ljudi priskočilo na pomoč. Med njimi tudi ameriški gimnastičar Bart Connor. 
Nadia in Bart sta se spoznala pred 14 leti, ko sta oba zmagala na olimpijskih igrah in je Bart Nadjo poljubil na lice pred kamero. Takrat je bil Bart star 18 let, ona pa 14. Ko jo je rešil pred Panaitijom, sta se spet poljubila. Zdaj so že vsi vedeli da sta slavna gimnastičarja partnerja. 
12. Novembera 1994, na Nadjin 33. rojstni dan, jo je Bart zaprosil za roko. Ta je v šoku odgovorila z "ne", vendar je svoj odgovor v nekaj minutah spremenila. Po običaju sta odpotovala v Romunijo zaprosit Nadjinega očeta, da jima da svoj blagoslov za poroko. Poroka je bila predvajana po celi Ameriki. 
Danes nastopata Nadia in Bart po vsem svetu in imata svojo gimnastično šolo: Bart Connor Gymnastics Academy v Oklahomi (ZDA). Zbirata tudi denar za otroke. 
Nadia je iz majhne sramežljive punčke iz Romunije postala svetovno znana gimnastičarka po celem svetu.  